# Hjælpemidler
 Ikke at forveksle med Hjælpemiddel.
Hjælpemidler er en dansk dokumentarfilm instrueret af Christian Tarp Jensen.

## Handling
Denne artikel mangler et handlingsreferat. Hjælp os med at skrive det.